# Flagge von Wallis und Futuna
Die Flagge von Wallis und Futuna hat keinen offiziellen Status, wird aber de facto neben der Flagge Frankreichs im Territorium verwendet, welche de jure die einzige gültige Flagge des französischen Überseegebietes ist.

## Beschreibung und Bedeutung
Die rote Flagge zeigt die französische Trikolore in der Gösch und vier weiße Dreiecke, die ein Kreuz bilden. Eine dünne, weiße Linie trennt die Trikolore vom roten Feld. Rot steht für Mut und Weiß für die Reinheit der Ideale. Drei der Dreiecke stehen für die drei einheimischen Könige der Inseln, das vierte für den französischen Verwalter. Die Trikolore in der Gösch verweist auf die französische Herrschaft.
Die Flagge ähnelt dem Wappen Wallis und Futunas.

## Geschichte

Flagge des Königreichs Uvea, 1860 bis 1886

Das Königreich von Uvea (auf den Wallis-Inseln) führte ab 1840 eine eigene Flagge. Sie wurde vom Pater Bataillon entworfen und dem zum katholischen Glauben konvertierten König übergeben. Sie zeigte die Heilige Jungfrau Maria auf weißem Grund. Am 4. November 1842 wurde eine neue Flagge eingeführt. Sie hatte vier Griechische Kreuze in den Ecken, je zwei in Blau und zwei in Rot. In der Mitte befand sich das Monogramm der Heiligen Jungfrau: Ein rotes A über einem blauen M. Diese Flagge blieb bis 1860 bestehen.
Von 1837 bis 1858 führte König I. P. Lavelua eine persönliche Flagge, die der heutigen ähnelt. Es fehlte nur die französische Trikolore. Königin Amelia (1858 bis 1887) vergrößerte die Dreiecke, so dass nun die rote Fläche als Andreaskreuz auf weißen Grund mit einem roten Rahmen erschien. Als neue Flagge des Königreichs wurde bereits 1860 eine französische Trikolore mit einem roten Tatzenkreuz im Zentrum eingefügt.

Flagge des Protektorats Wallis und Futuna mit Tatzenkreuz

Mit dem Vertrag mit Frankreich vom 19. November 1886, der aus dem Königreich ein Protektorat machte, setzte Amelia die französische Flagge in die Gösch und die weißen Dreiecke bildeten nun ein Tatzenkreuz, größer als heute. Von 1887 bis 1910 war das Kreuz wieder in Dreiecke aufgeteilt. Von 1910 bis 1985 war es wieder ein (etwas kleineres) Tatzenkreuz. Seit 1985 sind es nun endgültig die Dreiecke.

## Flaggen der Königreiche
Wallis und Futuna teilt sich in drei traditionelle Königreiche, von denen jedes über eine eigene Flagge verfügt. Die Flagge des Königreichs von Uvea ähnelt sehr der inoffiziellen Flagge von Wallis und Futuna. Nur die französische Trikolore liegt nicht in der Gösch, sondern ist in die obere Liek versetzt und mit einem weißen Rand umrahmt. Auch die Flaggen der beiden Königreiche auf Futuna präsentieren auf die gleiche Weise die französische Trikolore auf ihrer Flagge. Die rote Flagge von Alo zeigt ein Palmblatt und in Gelb eine gekreuzte Keule und Axt, die Waffen mit denen Pater Chanel ermordet wurde. Die Flagge von Sigave ist diagonal von unten an der Mastseite nach oben an der Flugseite rot-schwarz geteilt. Im Zentrum auf einer gelben Scheibe zeigt die Flagge ein Palmblatt, flankiert von zwei Speeren.

2:3 Königreich Alo
2:3 Königreich Sigave
2:3 Königreich Uvea